# Rallye Velké Británie 2001
Rallye Velké Británie 2001 byla čtrnáctou a poslední soutěží Mistrovství světa v rallye 2001. Zvítězil zde Marcus Grönholm s vozem Peugeot 206 WRC. Soutěž měřila 1714,77 km a měla 17 rychlostních zkoušek. Startovalo zde 117 posádek a 50 jich dojelo do cíle.

## Průběh soutěže
O titul bojovali Colin McRae (42 bodů), Tommi Mäkinen (41 bodů) a Richard Burns (40 bodů). Teoretickou šanci měl i Carlos Sainz, který by ale s 33 body musel vyhrát a ostatní nesměli bodovat. Mezi týmy Peugeot Sport a Ford M-Sport byl rozdíl jen 4 body. První a druhý test vyhrál McRae a držel se ve vedení. Za ním byli Grönholm a Didier Auriol s Peugeoty. Mäkinen poškodil zavěšení u svého Mitsubishi Lancer EVO VII WRC. Na čtvrtém testu havaroval McRae. Grönholm se tak posunul do vedení a Burns byl druhý s největší šancí získat titul. Sainz byl až pátý, za ním bylo pořadí Higgins a Armin Schwarz.
V druhé etapě Burns udržoval vedení. Těsně před startem měl drobné technické potíže, ale vůz nakonec přesto vyrazil na trať. Klesl až na třetí pozici, když byl druhý Harri Rovanperä. Na jedenáctém testu havaroval Sainz a došlo ke střetu s diváky. Poté tým Ford odvolal obě posádky ze soutěže. Schwarz se posunul na pátou a Bruno Thiry na osmou pozici. Sedmý byl Auriol. Ve třetí etapě Grönholm udržoval náskok před Rovanperou a Burnsem, který tak získal titul.

## Výsledky
1. Marcus Grönholm, Timo Rautiainen - Peugeot 206 WRC
2. Harri Rovanperä, Risto Pietiläinen - Peugeot 206 WRC
3. Richard Burns, Robert Reid - Subaru Impreza WRC
4. Alister McRae, David Senior - Hyundai Accent WRC
5. Armin Schwarz, Manfred Hiemer - Škoda Octavia WRC
6. Kenneth Eriksson, Staffan Parmander - Hyundai Accent WRC
7. Didier Auriol, Denis Giraudet - Peugeot 206 WRC
8. Bruno Thiry, Stéphane Prévot - Škoda Octavia WRC
9. Gregoire de Mevius, Jacques Boyere - Peugeot 206 WRC
10. Toshihiro Arai, Tony Sircombe - Subaru Impreza WRC